# گالینا بیستروا
گالینا بیستروا (روسی: Галина Петровна Быстрова؛ ۸ فوریه ۱۹۳۴ – ۱۱ اکتبر ۱۹۹۹ (aged 65)) ورزشکار دو و میدانی اهل جمهوری آذربایجان بود.
وی در مسابقات کشوری و بین‌المللی در مجموع برندهٔ ۳ مدال طلا، ۱ مدال برنز شده‌است.